# Vol Aeroflot 2808
Le 27 août 1992, alors qu'il tente d'atterrir à Ivanovo, un Tupolev Tu-134 assurant le vol Aeroflot 2808, un vol intérieur régulier en Russie, entre l'aéroport de Mineralnye Vody et l'aéroport d'Ivanovo-Sud (en), avec une escale à Donetsk, en Ukraine, s'est écrasé après avoir percuté des arbres, à trois kilomètres de la piste d'atterrissage, endommageant plusieurs bâtiments dans le village de Lebiajy Lug. Il n'y a eu aucune victime au sol, mais les 84 personnes à bord de l'appareil ont péri dans l'accident.

## Avion
L'appareil impliqué est un Tupolev Tu-134A, immatriculé RA-65058, opérant pour Aeroflot. Au moment de l'accident, l'avion avait effectué 26 307 heures de vol, ainsi que 16 388 cycles de vol (décollage/atterrissage). 

## Enquête
L'enquête a montré qu'il n'y avait aucun problème mécanique avec l'avion lui-même et que l'avion était en parfait état le jour de l'accident.
La principale cause de l'accident est la décision du commandant de bord de poursuivre l'approche avec des paramètres inadaptés à l'atterrissage (visibilité de 1200 m, présence de brume et d'une bruine légère, couverture nuageuse à 110 m d'altitude). Une communication insuffisante entre les membres de l'équipage et une mauvaise gestion des ressources du poste de pilotage ont également conduit à l'accident, aggravé par le non-respect des directives relatives au taux de descente maximal lors de l'approche, comme indiqué dans le manuel de vol de l'avion.
Le contrôle aérien de l'aéroport d'Ivanovo a agi en violation des directives de l'aviation, en n'informant pas l'équipage de leurs écarts par rapport à l'axe d'approche de la piste et à la trajectoire de descente de l'appareil.